# Galleria Farnese

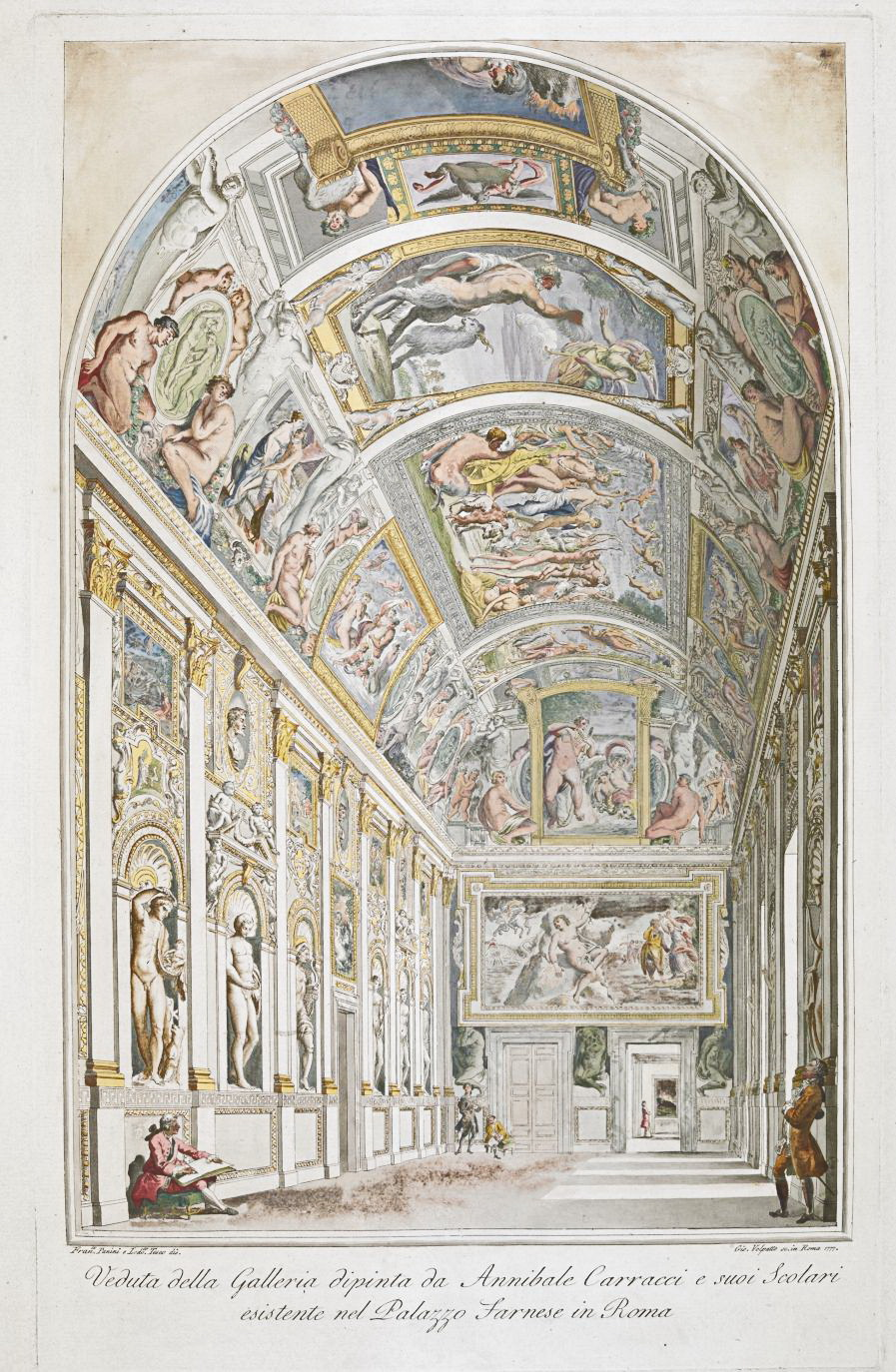
Giovanni Volpato — Galleria Farnese

Die Galleria Farnese ist eine mit Fresken und antiken Skulpturen ausgestattete Galerie im Piano Nobile des Palazzo Farnese in Rom. Die Fresken an der Decke und den Seitenwänden stammen von den Bologneser Künstlern Annibale Carracci und dessen Bruder Agostino. Ihr Auftraggeber war Kardinal Odoardo Farnese (1573–1626), der letzte männliche Nachkomme der Familie Farnese, der den Palazzo bewohnte. Mit diesem Werk gelang es den Künstlern eine neue Art der Freskomalerei und somit einen der wegweisenden Dekorationszyklen des Seicento zu schaffen. Viele Elemente der großen Dekoration des 17. Jahrhunderts fanden hier ihren Ausgang.

## Geschichte

Lage der Galleria im Piano Nobile

Kardinal Odoardo Farnese war ein direkter Nachfahre Papst Paul III. und entstammte dem in Parma und Piacenza regierenden herzoglichen Hause Farnese. Nach dem Tod seines Onkels, des Großen Kardinals Alessandro Farnese im Jahr 1589 erhielt er als Legat auch das Verfügungsrecht über sämtliche Besitzungen in Rom, einschließlich des Palazzo Farnese. 1591 wurde er zum Kardinal erhoben. Sein Bestreben war es, die Innenausstattung des Familienpalastes fortzuführen und insbesondere den Großen Saal und die Galerie mit Fresken dekorieren zu lassen, um die Ruhmestaten seines Vaters Herzog Alessandro Farnese (1545–1592) zu verewigen. Das Bildprogramm sollte die bereits in anderen Räumen dargestellten Familienepen aufnehmen. Zu diesem Zweck berief Odoardo Farnese 1594 die beiden aus Bologna stammenden Maler Annibale und Agostino Carracci nach Rom. Sie hatten in ihrer Heimatstadt mit ihrem Cousin Ludovico zahlreiche Werke geschaffen und die Accademia dei Desiderosi, eine Künstlerschule, gegründet. Die Beziehungen der Farnese zu den Brüdern Carracci gingen auf Aufträge des Herzogs von Parma, Ranuccio I. Farnese, dem Bruder des Kardinals, zurück. Den ersten Raum, den Annibale Carracci ab dem Sommer 1595 mit einem Herkules-Zyklus malte, war das Schlaf- und Arbeitszimmer des Kardinals, bekannt daher unter dem Namen Camerino d’Ercole. Die Pläne zur Ausschmückung des Großen Saals (heute Salone d’Ercole) wurden nach 1602 endgültig aufgegeben, nachdem die Zeremonien anlässlich der Hochzeit im Mai 1600 von Ranuccio Farnese mit der Nichte des Papstes Clemens VIII., Margherita Aldobrandini, auf Geheiß des Papstes nicht im Palazzo Farnese stattgefunden hatten.
Unmittelbar nach Vollendung dieser ersten Arbeit erhielt Annibale den Auftrag zur Freskierung der Decke der Galerie, die auf der Rückseite des Palazzo Farnese zum Tiber hin gelegenen ist. Diese war, bevor Giacomo della Porta den Palastteil fertigstellte, eine offene Loggia gewesen und sollte nun einen Teil der berühmten antiken Skulpturensammlung der Farnese aufnehmen. Zeitweise arbeitete auch Agostino Carracci in der Werkstatt seines Bruders Annibale. Insbesondere gehen die beiden erotischen Darstellungen Aurora und Kephalos und Gefolge der Meeresgöttin auf seine Hand zurück. 1600 verließ er jedoch die Werkstatt und Rom und ging nach Parma, wo er bereits 2 Jahre später verstarb. Im Mai 1601 lud Kardinal Odoardo den Neffen des Papstes, Kardinal Pietro Aldobrandini zur Einweihung der fertigen Fresken ein., der so begeistert war, dass er dem Maler Annibale Carracci unmittelbar einen Auftrag für ein Gemälde erteilte.
Die Fresken an den Seitenwänden hat Annibale wahrscheinlich zwischen 1602 und 1604 mit Domenichino und weiteren Mitarbeitern wie Giovanni Lanfranco, Sisto Badalocchio und dem Neffe Annibales, Antonio Carracci ausgeführt. Dominichino wird das Einhorn an der Langseite des Saals zugeschrieben.
Annibale Carracci war vom Auftraggeber für sein umfangreiches Werk nur schlecht entschädigt worden und erschöpft von so viel in den Jahren verbrauchter schöpferischer Energie, sodass er lediglich noch die Vorzeichnungen für die beiden großen Fresken zur Legende des Perseus an den Schmalseiten lieferte.
Die Fresken der Galleria wurden 2014/2015 umfangreich restauriert.

## Die Galleria und ihre Fresken
Die Galerie hat die Form einer antiken Loggia mit einer Länge von rund 20 m und ca. 6,5 m Breite. Der Raum wird von einem tiefgezogenen, in seinem Scheitel fast 10 Meter hohen Tonnengewölbe überspannt, das von breiten Hohlkehlen getragen und durch zwei Scheingesimse begrenzt wird. An beiden Langseiten sind Nischen eingelassen, in denen bedeutende antike Skulpturen aus der Sammlung Farnese aufgestellt waren. Drei Glasfenster an der südwestlichen Langseite erhellen das Innere des Raumes.
Der großzügige Raumeindruck, der einem Betrachter geboten werden sollte, wird durch ein Zusammenspiel verschiedener Mittel erreicht. Die Oberfläche des Deckengewölbes ist tief herabgezogen, die Decke in eine Vielzahl von Feldern gegliedert, die durch ein kompliziert anmutendes, ornamental und figürliche ausgestaltetes Rahmensystem voneinander abgegrenzt sind. Die Wirkung des zentralen, langes Hauptbilds wird durch die zwei Steilbilder in goldenen Rahmen zu beiden Seiten verstärkt. Paare von Atlanten in Grisaille sind Träger des Gewölbes, wie in der Sixtinischen Kapelle von Michelangelo, denen zu Füßen nackte, muskulöse Männer sitzen. Teilweise verdeckte Medaillons aus Scheinbronze erwecken den Eindruck von Tiefe, ebenso der immer wieder aufscheinende blaue Himmel, der Raum und Unendlichkeit vermittelt und den Eindruck von Heiterkeit, Ausgelassenheit und Freiheit unterstreicht. Die Seitenwände sind durch den Rhythmus von Pilastern und Nischen bestimmt und dienen der personifizierten Huldigung und Repräsentanz bedeutender Mitglieder der Familie Farnese.
Vorbilder für die Gestaltung der Scheinarchitektur an Decke und Seitenwänden finden sich in den von Pellegrino Tibaldi geschaffenen Fresken im Palazzo Poggi in Bologna (1550/51), wie auch in Dekorationen von Francesco Salviati im Palazzo Ricci-Sacchetti (1551–1554) in Rom, die Annibale Carracci bekannt waren und die er für seine Entwürfe heranzog. Michelangelos Decke der Sixtinische Kapellen und Raffaels Fresken für die Villa Farnesina standen ebenfalls Pate für das Werk.
In 13 Szenenbildern und 12 Medaillons an der Decke wird aus dem mannigfaltigen, erotischen Liebesleben der antiken Götterwelt erzählt. Die Seitenwände mit den 4 Familienwappen, den 4 Impresen und den 10 antiken Statuen hingegen dienen der Repräsentation und Familienpolitik der Farnese. Die Malerei bemächtigt sich in der Dekoration der Galleria der Darstellungsprinzipien möglichst aller anderen Künste. Skulptur und Architektur, Musik und Tanz sowie auch die Literatur erscheinen in Carraccis Bildern zu einer Einheit verschmolzen.
Die ikonographischen Bestimmungen und die zentralen Handlungssituationen sind im Wesentlichen dem Buch Das Bildprogramm der Galleria Farnese in Rom von Iris Marzik entnommen.

### Die Deckenfresken
| Decken-Fresken | Titel                                   | Beschreibung der Deckenfresken |
| -------------- | --------------------------------------- | --- |
| 1              | Triumphzug des Bacchus und der Ariadne. | Mittel- und Höhepunkt des gesamten Bildprogramms der Galleria bildet das Fresko mit dem Triumphzug des Bacchus und der Ariadne, dem Sieg der Liebe und damit dem berühmten Motto der Antike, Vergils „amor vincit omnia“ Ausdruck verleihend. Der von seinem Feldzug aus Indien siegreich zurückkehrende Bacchus trifft auf der Insel Naxos, die von Theseus verlassene kretische Königstochter Ariadne. Er verliebt sich in sie und nimmt sie zur Frau. Die Darstellung zeigt, links im Vordergrund, den efeubekränzten Gott Bacchus, in einem von zwei Leoparden gezogenen goldenen Wagen. In seiner Rechten hält er den Thyrsos–Stab, in der Linken eine Weintraube. Der Elefant im Hintergrund verweist auf seine Rückkehr aus Indien. Hinter Bacchus, in blauem Gewand, erscheint Ariadne in einem silbernen Wagen, von zwei weißen Ziegenböcken gezogen. Über ihrem Kopf leuchtet die Corona Borealis, ihre Morgengabe, deren Edelsteine zu Sternen verwandelt wurden, als Zeichen ihrer Vergottung. Ein nackter Jüngling mit seinem Hirtenstab, tanzend mit einer Tamburin schlagenden Mänade, stellt die Verbindung zu einem Thiasos von ausgelassenen Bacchanten auf der rechten Bildhälfte her. Im Zentrum der Gruppe reitet ein betrunkener Silen, der sich nur gestützt von Faunen, auf seinem Esel halten kann. Zwei Repoussoirfiguren am linken und rechten Rand des Bildes liegend, beobachten das bacchantische Treiben. |
| 2              | Pan und Diana                           | Diana (Luna) lässt sich von Pan, dem Gott Arkadiens, mit schneeweißer Wolle in einen Hain locken und verführen (So hat Pan, der Gott Arkadiens Dich Luna, wenn man dem glauben kann, durch ein Geschenk von schneeweißer Wolle heimlich in tiefe Wälder gelockt und Du hast Dich nicht geweigert.). Das Thema ist Vergils Georgica entnommen. |
| 3              | Merkur bringt Paris den goldenen Apfel  | Anlässlich der Hochzeit von Peleus und Thetis wirft Eris, die Göttin der Zwietracht, die nicht zum Fest eingeladen ist, einen goldenen Apfel mit der Aufforderung in die Menge, die Schönste solle ihn sich nehmen. Darüber geraten die drei Göttinnen Juno, Venus und Minerva in so heftigen Streit, dass Jupiter den Götterboten Merkur beauftragt Paris, dem Sohn des trojanischen Königs Priamos, den Apfel auf den Berg Ida zu bringen und sein Urteil zu sprechen. So wird der Apfel Gegenstand des verhängnisvollen Parisurteils, das den trojanischen Krieg auslösen wird. Die schöne Helena, um die Paris wirbt, ist bereits mit Menelaos, dem König von Sparta vermählt. In der dargestellten Szene hält Merkur in einer Hand eine Posaune, in der anderen den goldenen Apfel, die er dem sitzenden Hirten Paris übergibt. Erzählt wird die Geschichte aus der griechischen Mythologie bei Lukian. |
| 4              | Venus und Anchises                      | Venus sitzt nackt und verführerisch auf einem goldenen Bett. Ihr zur Seite der jugendliche Anchises, Sohn des trojanischen Königs Kapys, der mit einer Hand das rechte Bein der Göttin anhebt und mit der anderen ihren Schuh entfernt. An ihrem linken Bein schmiegt sich Amor, einen Fuß auf einem Schemel mit der Inschrift GENUS UNDE LATINUM; ein Hinweis darauf, dass aus dieser Verbindung Aeneas, König von Troja und der Stammvater der Römer hervorging. Die Darstellung ist dem Homerischen Hymnus an Aphrodite entnommen. |
| 5              | Aurora und Kephalos                     | Aurora, die Göttin der Morgenröte, verliebt sich in den schönen, aber sterblichen Jäger Kephalos. In der dargestellten Szene hält Aurora Kephalos in ihrem goldenen Wagen fest, er wendet sich ab und versucht sich ihrer Umarmung zu entziehen. Ihm zu Füßen liegt sein treuer Hund Laelaps, der zu ihm aufblickt. Über den beiden Schimmeln schwebt der Blumen streuende Lucifer (Phosphorus), der Sohn Auroras, während der alte Tithonus, der trojanische Prinz und Ehemann Auroras in der rechten Ecke zusammengekauert schläft. Dieses Bild wird Agostino Carracci zugeschrieben. |
| 6              | Herakles und Omphale                    | Omphale, die Königin der Lydier, die mit Herkules eine eheliche Verbindung einging und nachdem er in ihren Sklavendiensten einige Abenteuer bestanden hatte, hat mit ihm ihre Kleider getauscht. Sie trägt das Fell des nemeischen Löwen und stützt sich auf die Keule in ihrer rechten Hand, während Herkules muskulöser Körper durch ein Tuch spärlich bedeckt ist. Er hält ein Tamburin in seiner linken Hand. Die enge Verbindung der beiden wird durch Amor im Hintergrund und die ineinander verschlungenen Beine verstärkt. Dieses Bild wird Agostino Carracci zugeschrieben. |
| 7              | Polyphem und Galateia                   | Der einäugige Kyklop Polyphem, Sohn des Neptun, ist ein menschenfressender Riese auf Sizilien. Er verliebt sich in die schöne Nereide Galateia und fleht sie mit seinem Spiel auf der Panflöte um Liebe an. Galateia, trotz ihrer Liebe zu Acis, fühlt sich offensichtlich geschmeichelt. Gestützt auf zwei Gefährtinnen lauscht sie seinem Liebeswerben. |
| 8              | Apollon und Hyakinthos                  | Apollon liebt den Jüngling Hyakinthos. Beim Wettkampf tötet er diesen unabsichtlich mit einem Diskus. In seinem Schmerz lässt der Gott aus dem Blut seines Geliebten eine Blume sprießen, die nach ihm ihren Namen erhält, die Hyazinthe, und macht ihn damit unsterblich. In der rechten Hand hält Hyakinthos diese blaue Blume. Die Szene wird an den Seiten von zwei Satyrn gerahmt. Durch die perspektivische Darstellung wird der Eindruck erzeugt, hinter dem Bild ist das eigentliche Gewölbe ersichtlich. |
| 9              | Diana und Endymion                      | Die Mondgöttin Diana liebt den schönen Schäfer Endymion, der am Berge Katmos in Karien seine Herden weidet. Jupiter gewährt ihm, dem Geliebten einer Göttin, einen Wunsch, woraufhin er immerwährenden Schlaf und ewige Jugend wählt. Diana beugt sich auf dem Bild von einer Wolke herab und küsst den schlafenden Endymion. Sein Hund liegt schlafend ihm zu Füßen. Zwei Putti beobachten aus sicherer Entfernung das Geschehen. Das in der Antike sehr bekannte Thema wird in keinem literarischen Werk ausführlich geschildert, Bildwerke gibt es jedoch zahlreiche. |
| 10             | Gefolge der Meeresgöttin                | Eine nackte Frau, getragen von Meerestieren, wird von einem Triton umfangen. Drei blonde Frauen auf ihren Meeresreittieren begleiten sie und rücken sie in den Mittelpunkt, während nackte Eroten die Gruppe umschwirren. Das Sujet des Bildes ist bis heute nicht gesichert identifiziert. Bellori nennt das Bild Galatea. Agostino Carracci, dem diese Arbeit zugeschrieben wird, könnte Raffaels Triumph der Galateia in der Villa Farnesina als Vorbild für diese Szene gedient haben. Hans Tietze bezeichnet es als Seethiasos. Verschiedene Geschichten aus der griechischen Mythologie könnten als literarische Quellen herangezogen werden: Die Meeresgottheiten Portunus und Salacia in Der Goldene Esel von Apuleius, oder die Geschichte des Peleus und der Nereide Thetis von Ovid sowie Thetis und Peleus bzw. Venus und Triton, wie es Charles Demsey ausführt. |
| 11             | Jupiter und Juno                        | Im 14. Buch der Ilias schildert Homer, wie Juno, begleitet von ihrer Symbolfigur dem Pfau, versucht, ihren Gatten Jupiter auf dem Berg Ida von den Geschehnissen des Trojanischen Krieges abzulenken und das Schicksal zugunsten der Griechen zu wenden. Sie bittet dazu Venus um den Zaubergürtel, dem kein Mann, auch nicht der höchste Gott, widerstehen kann und wendet so das Kriegsgeschehen. |
| 12             | Polyphem und Acis                       | Der Kyklop Polyphem ist in Galatea verliebt. Als er sie mit ihrem Liebhaber Acis überrascht, schleudert er in rasender Wut einen Felsbrocken des Ätna nach den beiden und tötet ihn. Galatea verwandelt das Blut des Geliebten in den Fluss Acis. |
| 13             | Entführung des Ganymed durch den Adler  | Der Göttervater Jupiter verliebt sich in den schönen Ganymed, Sohn des König Tros von Troja, und entführt ihn, in einen Adler verwandelt, auf den Olymp. Das Bild zeigt eine harmonische Szene, der Jüngling wendet den Kopf Jupiter zu, der den Blick erwidert und den Arm um seinen Hals legt. |

### Die Medaillons
|   | Titel                                | Beschreibung der Grisaille-Medaillons |
| - | ------------------------------------ | --- |
| a | Amor besiegt Pan Medaillon           | Omnia vincit amor, et nos cedamus Amori Die Darstellung ist eine Art Wortspiel, d. h. durch die Darstellung von Amor (oder Liebe), der Pan überwältigt, auf griechisch Πάν, ein Wort ähnlich wie πᾶν, das alles bedeutet. Also siegt die Liebe über Pan, im übertragenen Sinn: die Liebe siegt über alles. |
| b | Hermaphroditos und Salmakis          | Salmakis ist eine Nymphe, die von einer heftigen Leidenschaft für den sehr jungen Hermaphroditos, Sohn von Merkur und Venus, ergriffen wird. Dieser weist Salmakis liebevolle Aufmerksamkeit entschieden zurück. Salmakis betet zu den Göttern, dass die beiden unzertrennlich werden können. Die Anrufung wird erhört und ihre Körper werden zu einem einzigen Wesen verschmolzen, das gleichzeitig männliche und weibliche Attribute hat. Das Medaillon gibt die erzwungene Umarmung der Nymphe wieder, die die Vereinigung zwischen den beiden bewirken wird. |
| c | Pan und Syrinx                       | Pan, der Gott der Hirten, stellt der Najade Syrinx, einer Dienerin der Göttin Diana nach. Diese verschmäht aber seine Liebe und wird, seiner Verfolgung zu entgehen, in ein Schilfrohr verwandelt. Pan schneidet daraufhin das Schilfrohr und fertigt daraus seine „Syrinx“ genannte Hirtenflöte. |
| d | Hero und Leander                     | Der Sage zufolge war Hero eine Priesterin der Venus am westlichen Ufer der Meerenge Hellespont. Da ihr Geliebter Leander am gegenüberliegenden kleinasiatischen Ufer lebt und Hero nur heimlich besuchen kann, durchschwimmt er allnächtlich den Hellespont. Eine Öllampe, die Hero in einem Turm entzündet, soll ihm den Weg weisen. Eines Nachts löscht ein Sturm die Lampe, Leander verirrt sich und ertrinkt. Am folgenden Morgen entdeckt Hero ihren toten Geliebten am Ufer und stürzt sich vom Turm in den Tod. |
| e | Jason holt das goldene Vlies         | Jason will von seinem Onkel Pelias die Herrschaft über Iolkos zurück. Dieser stellt ihm zur Bedingung, das Goldene Vlies in Kolchis zu holen, das dort von einem Drachen bewacht wird. Nach zahlreichen Abenteuern und Prüfungen, die Jason durch das Zaubermittel Medeas, der in ihn verliebten Königstochter, bestehen kann, kehrt er mit dem Goldenen Vlies zurück. Der Tondo gibt die Szene wieder, als Jason das Vlies vom Baum abnimmt, währenddessen der Drache durch den Zauber Medeas schläft. Die stark angeschnittenen Medaillons an den Schmalseiten der Decke (Abb. e, f, k, l) sind in nur wenigen Veröffentlichungen erwähnt. Sie lassen eine Interpretation nur schwer zu, da nur wenige kennzeichnende Attribute auszumachen sind. |
| f | Raptusszene                          | Links neben dem wilden, verliebten Polyphem ist auf dem Grisaille-Medaillon ein Krieger wiedergegeben, der eine sich wehrende Frau hinter sich her zerrt. |
| g | Europa auf dem Stier                 | Jupiter verliebt sich in Europa, die Tochter des Phoinix. Um sie zu entführen, verwandelt er sich in einen Stier und verbirgt sich in den Herden ihres Vaters. Jupiter ergreift im rechten Augenblick die Gelegenheit und trägt Europa über das Meer nach Kreta, wo er sie zu seiner Geliebten macht. Europa hält auf dem Medaillon mit beiden Händen die Hörner umklammert und blickt zurück zur heimatlichen Küste. |
| h | Orpheus und Eurydike                 | Orpheus ist erschüttert über den frühen Tod seiner Frau Eurydike, gelangt in den Hades und überzeugt Pluton und Proserpina mit einem leidenschaftlichen Lied zum Klang der Zither Eurydike lebendig auf die Erde zurückkehren zu lassen. Es gibt jedoch eine Bedingung: Bis sie die Unterwelt (den Averno-Krater) verlassen haben, darf Orpheus niemals seine Augen auf die ihm folgende Eurydike richten. Orpheus kann jedoch dem Wunsch nicht widerstehen, seine Frau wiederzusehen und wendet sich um. Im selben Moment – wie in dem Medaillon dargestellt – wird Eurydike endgültig in den Hades zurückgeworfen, trotz der Verzweiflung ihres Mannes.                                                                                           |
| i | Boreas entführt die Nymphe Oreithyia | Boreas, der Windgott, ist verliebt in die schöne Oreithyia, die Tochter des Königs Erechtheus. Zuerst versucht Boreas, Oreithya zu bekommen, indem er ihren Vater um ihre Hand bittet. Da der König jedoch seine Zustimmung verweigert, entführt Boreas Oreithya und nimmt sie unter seine Fittiche. Eine Landschaft aus der Vogelperspektive gibt den Flug der beiden nach Thrakien wieder. |
| j | Apollon und Marsyas                  | Der Satyr Marsyas fordert Apollon in einem Wettbewerb auf der Rohrflöte heraus. Apollon gewinnt den Wettstreit, weil er die Melodie auf seiner Lyra, die ihm zu Füssen liegt, wiederholt und so die Musen für sich gewinnen kann. Der Sieger darf, wie vorher vereinbart, mit dem Besiegten nach Gutdünken verfahren und zieht daher Marsyas bei lebendigem Leib die Haut ab. Aus Mitleid wird er von dem Gott in einen Fluss verwandelt. |
| k | Bukolische Szene                     | Ein Satyr oder Pan, erkennbar an den Ziegenbeinen, trägt ein Fell über den Rücken gelegt, sein Kopf ist nicht mehr im Bild. Hinter ihm steht eine Frauengestalt. |
| l | Sitzender Hirte                      | Das linke Medaillon neben dem gewalttätigen Polyphem zeigt eine weitere bukolische Szene, einen sitzenden Hirten mit einem Hirtenstab. |

### Die Seitenwände
Die Seitenwände der Galleria wurden einige Jahre nach den Deckenfresken, ab ca. 1602 ausgeführt. Verglichen mit den Deckenfresken ist bei den Bildern an den Seitenwänden ein Stilbruch zu bemerken. Die Darstellungen sind strenger und abstrakter im Strich als jene an der Decke. Der Unterschied ist teilweise darauf zurückzuführen, dass Annibale Carracci einige seiner Schüler aus Bologna als Gehilfen – als ersten Domenichino – heranzog.
An den Schmalseiten, getragen von Atlanten in Grisailles, sind Darstellungen aus den Sagen um Perseus wiedergeben. Sie nehmen fast die gesamte Wandfläche ein und dominieren so den optischen Raumeindruck. An der seitlichen Südostwand befindet sich der Zugang zum Salon Rouge, in dem sich zur Zeit Odoardos ebenfalls wertvolle Antiken befanden.
Der gestalterische Aufbau der Langseiten ist streng symmetrisch. An den jeweiligen Abschlüssen finden sich die Wappen von vier Mitgliedern der Familie Farnese, denen auch die Impresen entsprechen:
Kardinal Alessandro Farnese (1520–1589), Herzog Alessandro Farnese (1545–1592), Herzog Ranuccio I. (1569–1622) und Kardinal Odoardo Farnese (1573–1626). Die beiden Kardinalswappen unterscheiden sich lediglich durch ein Kreuz unterhalb des Kardinalhuts, bei Kardinal Alessandro ist es ein Kleeblattkreuz, Kardinal Odoardo wird das Wappen mit dem kleinen Kreuz und den glatten Armen zugeordnet. Das herzogliche Wappen Ranuccios I. ist an dem zusätzlichen Wappen Portugals, dessen Mutter Maria von Portugal war, zu erkennen. Unterhalb der Wappen sind in ovalen Rahmen die vier Tugenden Caritas (Nächstenliebe), Temperantia (Mäßigung), Fortitudo (Tapferkeit) und Justitia (Gerechtigkeit) bildlich dargestellt. Sie entsprechen nicht alle den vier Generaltugenden und nur die Caritas ist dem christlichen Kontext zuzuordnen. Möglicherweise sind sie bewusst als Entsprechung den einzelnen Wappenträgern zugeordnet.
Zwei Lisenen mit korinthischen Kapitellen bilden den Rahmen für jeweils eine reich stuckierte Nische mit einer antiken Skulptur. Oberhalb der Statue sind von Stuckengeln getragen und in zwei unterschiedlichen Formen gestaltete Medaillons mit den Impresen. In der Zone unter dem Gesims befinden sich vier Szenenbilder, dazwischen Nischen bzw. die Fenster, die von Nischen mit Portrait-Büsten geschmückt sind. Über dem Mittleren Fenster ist die Inschrift ODOARDVS CAR. FARNESIVS aufgemalt. Im Zentrum der Nordostwand befindet sich der Hauptzugang, durch den man von der inneren Galerie gelangt. Darüber befindet sich das Fresko Jungfrau mit dem Einhorn.

#### Die Langseiten

##### Süd-West-Wand (Fensterseite)
|                   | Titel                                 | Beschreibung |
| ----------------- | ------------------------------------- | --- |
| Wappen            | Wappen Kardinal Odoardo               | |
| Tugenddarstellung | Caritas                               | Im christlichen Kontext die Nächstenliebe. |
| Szenenbild        | Die Rettung Arion von Lesbos          | Der Sänger Arion mietet ein korinthisches Schiff. Die Seeleute beschließen ihn auszurauben und zu töten. Er stürzt sich ins Meer und wird von einem Delphin gerettet. |
| Imprese           | Kardinal Alessandro                   | An einem knorrigen Baum hängt ein kunstvoll geschmiedetes Schild, dessen Mitte von einem Pfeil durchbohrt und von einem Band umgeben ist. In einer Studie konnte nachgewiesen werden, dass das Band ursprünglich das Motto So triff! (griech. βάλλ’ ούτως) trug, das der Ilias entstammt. |
| Statue            | Ganymed                               | Der Königssohn, der von Jupiter geliebt wird, ist in dem Bild „Entführung des Ganymed durch den Adler“ (Bild 10) Teil des Bildprogramms der Galleria. |
| Szenenbild        | Minerva und Prometheus                | Die Szene stellt den Titan Prometheus mit dem von ihm, nach dem Bild der Götter, aus Lehm geschaffenen Geschöpf dar. Die Göttin Minerva zeigt ihm das himmlische Feuer, das der Figur Leben und Seele verleiht. |
| Imprese           | Imprese Herzog Alessandro             | Auf der Imprese des Herzogs ist eine Stadt abgebildet, die durch einen markanten Turm gekennzeichnet ist. Der Wahlspruch ist gleichlautend mit seiner Imprese auf der gegenüberliegenden Wand. Der Wahlspruch lautet Invitus Invitos (wider Willen gegen die Unwilligen), der ganz im Zeichen der Zeit, den Friedenswillen der Herrscher ausdrückt, trotz widriger Umstände. Nur ihm ist eine zweite, abweichende Imprese gegenüber gewidmet. In der Literatur finden sich unterschiedliche Interpretationen zu den Veduten. Möglicherweise stellen sie jeweils eine Stadt in Frankreich und den Niederlanden dar, um die beiden Wirkungskreise des Herzog zu symbolisieren. |
| Statue            | Mnemosyne                             | Die Statue wird in der älteren Literatur als „Antonia“ bezeichnet. Die Identifikation als Mnemosyne, die Mutter der neun Musen aus dem Göttergeschlecht der Titanen, wird erstmals durch Iris Marzik vorgenommen. In dem Inventarverzeichnis von 1653 erscheint sie als „un'altra statua di donna armata“ (weitere weibliche, bewaffnete Statue). |
| Szenenbild        | Herkules kämpft mit dem Drachen Ladon | Herkules, ausgesandt, die goldenen Äpfel der Hesperiden zu bringen, kämpft mit der Keule gegen den Hüter des Baumes, den Drachen Ladon. |
| Imprese           | Imprese Kardinal Odoardo              | Odoardos Imprese wurde von Fulvio Orsini für den jungen Kardinal entworfen. Drei Lilien werden von einem Spruchband umschlungen, mit dem Motto Ich gedeihe mit Gottes Hilfe (griech. δεόδεν ανςάνομαι). |
| Statue            | Demeter                               | Die Göttin steht für den Reichtum und den Wohlstand der Erde. |
| Szenenbild        | Herkules und Prometheus               | Herkules befreit den an den Felsen gefesselten Prometheus, indem er den Adler mit einem Pfeil tötet. |
| Imprese           | Imprese Herzog Ranuccio               | Der Windgott bläst eine große Wolke vor sich her. Der Wahlspruch lautet: Pellit et attrahit (Er vertreibt und zieht an), was ebenfalls als Ideal eines Fürsten interpretiert werden kann. Angesichts der schwierigen Lage in Parma und Piacenza kann dies auch als Warnung an diejenigen verstanden werden, die sich nicht dem herzoglichen Willen beugen. |
| Statue            | Amor                                  | Der Liebesgotts als nackten Jüngling ist ganz in seine Gedanken versunken. Die stark restaurierte Statue wurde von Kardinal Alessandro 1562 angekauft. |
| Wappen            | Wappen Herzog Ranuccio I.             | |
| Tugenddarstellung | Justitia                              | Die Gerechtigkeit zählt zu den Kardinaltugenden. |

##### Nord-Ost-Wand (Galerieseite)
|                   | Titel                            | Beschreibung |
| ----------------- | -------------------------------- | --- |
| Wappen            | Wappen Herzog Alessandro         | |
| Tugenddarstellung | Temperantia                      | Die Mäßigung oder Besonnenheit zählt zu den Kardinaltugenden. |
| Szenenbild        | Daidalos und Ikarus              | Daidalos hat für sich und seinen Sohn Ikarus künstliche Flügel angefertigt. Vor dem Abflug ermahnt er seinen Sohn nicht zu hoch zu fliegen, damit das Wachs durch die Sonne nicht schmelze, aber auch nicht zu tief hinunter, damit der Regen nicht die Federn beschwere - er soll genau den mittleren Kurs einhalten. Beide fliegen durch die Luft. Als Ikarus, angestachelt durch seinen jugendlichen Übermut der Sonne zu nahe kommt schmilzt das Wachs der Flügel und er stürzt zu Tode.                                                                                  |
| Imprese           | Imprese Kardinal Alessandro      | Die Impresen sind an beiden Wänden identisch. |
| Statue            | Faun mit Bacchuskind             | Der Faun hält das Bacchuskind auf einem mit Früchten gefüllten Tuch. Der Panther, das Begleittier Bacchus, liegt zu seinen Füßen und beobachtet die beiden. Die Faune, die göttlicher Abstammung sind, bringen Heroen hervor, von denen dann die Menschen abstammen. |
| Statue            | Antinous                         | Von dem Jüngling Antinous, der der Gefährte Kaiser Hadrians war, existieren durch den Verehrungskult Hadrians zahlreiche Büsten und Skulpturen. Das Exemplar der Farnesesammlung ist aus einem Antinouskopf und einem Doryphorostorso in der Restaurierungswerkstatt der Farnese zusammengesetzt und ergänzt. Die Bedeutung Antinous in der Renaissance ist nicht eindeutig geklärt. |
| Szenenbild        | Diana und Kallisto               | Diana und ihre Nymphen (links) schicken sich an, ein Bad in einer Waldquelle zu nehmen. Die schöne Nymphe Kallisto (rechts), von Jupiter verführt, will sich nicht entkleiden und sucht die Zeichen ihrer Schuld zu verbergen. |
| Imprese           | Imprese Herzog Alessandro        | Auf der Imprese des Herzogs ist eine Stadt abgebildet, die sich von der Stadt auf der Imprese auf der gegenüberliegenden Wand unterscheidet. Der Wahlspruch ist gleichlautend. |
| Statue            | Apollon                          | Dem Gott des Lichts kommt auf der rechten Seite des Haupteingangs, unter der Imprese Herzog Alessandros, eine exponierte Stellung zu. Auch ist er bereits in dem Bild an der Decke „Apollon und Hyakinthos“ (Bild 8) zu finden. Die Statue kam 1546 durch Ottavio Farnese in die Sammlung. |
| Imprese           | Jungfrau mit Einhorn             | Das Bild im Zentrum der Wand gibt die harmonische Szene wieder, in der sich inmitten einer weiten Landschaft ein junges Mädchen an ein Einhorn schmiegt. Das Einhorn war bereits zur Zeit Papst Paul III. ein Emblem der Familie Farnese, wahrscheinlich geht die Imprese sogar auf die mittelalterliche Familiengeschichte zurück. Es wird neben der Lilie verwendet. Durch die vielen Deutungsmöglichkeiten eignete es sich sowohl für die klerikalen als auch herzoglichen Zweige der Familie. Das Fresko stammt von Domenichino, nach einem Karton von Annibale Carracci. |
| Szenenbild        | Juno, Diana und Kallisto         | Kallisto wird wegen ihrer Hingabe an Jupiter von Juno zur Strafe in eine Bärin verwandelt. |
| Imprese           | Imprese Kardinal Odoardo         | Die Impresen sind an beiden Wänden identisch. |
| Statue            | Merkur                           | Auf der linken Seite des Haupteingang der Galleria befindet sich die Statue des Gottes Merkur, der bereits an der Decke „Merkur bringt Paris den goldenen Apfel“ (Bild 3) erscheint. Es ist davon auszugehen, dass sich die farnesischen Fürsten in dem idealen Herrscherbild der beiden Gottheiten verkörpert sahen. |
| Statue            | Bacchus                          | Die Statue stammt aus dem Erbe von Margarethe von Parma. |
| Szenenbild        | Merkur übergibt Apollon die Lyra | Apollon, auf einem Baumstumpf sitzend, erzählt dem vor ihm stehenden Merkur die tragische Geschichte des Todes seines Geliebten Hyakinthos. |
| Imprese           | Imprese Kardinal Ranuccio I.     | Die Impresen sind an beiden Wänden identisch. |
| Statue            | Faun mit Bacchuskind             | Der zweite Faun trägt Bacchus auf seinen Schultern, der eine große Traube in der Hand hält. Der Gott Bacchus symbolisiert in der Form des Kindes die Unsterblichkeit — er steht allegorisch für den Kreislauf der Natur. |
| Wappen            | Wappen Herzog Alessandro         | |
| Tugenddarstellung | Fortitudo                        | Die Darstellung der Tapferkeit unter dem Wappen Herzog Alessandro entspricht dem Bild des Herrschers der Nachwelt. |

#### Die Schmalseiten
| Titel                 | Beschreibung |  |
| --------------------- | --- |  |
| Perseus und Andromeda | Fresko der Südostwand: Kassiopeia, die Mutter Andromedas behauptet prahlerisch, ihre Tochter sei schöner als die Nereiden. Diesen Hochmut bestraft Neptun mit Überschwemmungen. Opfert sich die Königstochter dem Meeresungeheuer Cetus, wird das Land gerettet. Daraufhin wird Andromeda an einen Fels im Meer geschmiedet und dem Meeres-Ungeheuer preisgeben. Perseus sieht sie, tötet das Ungeheuer und befreit sie. Zur Belohnung erhält er von König Cepheus Andromeda zur Frau. |  |
| Perseus und Phineus   | Fresko der Nordwestwand: Perseus feiert die Hochzeit mit der von ihm geretteten Andromeda. Phineus, ihr vormaliger Verlobter und Bruder ihres Vaters, fühlt sich betrogen. Er dringt während der Hochzeit mit seinen Gefolgsleuten in den Festsaal ein und entfesselt einen wilden Kampf. Perseus, bereits von seinen Feinden umzingelt, rettet sich, indem er das Haupt der von ihm getöteten Medusa enthüllt und so den Gegner in Stein verwandelt.                                  |  |

## Das Bildprogramm und seine Interpretationen
In der kunstgeschichtlichen Forschung ist unumstritten, dass der Dekoration der Galleria ein komplexes Programm zugrunde liegt, ausgearbeitet von einem oder mehreren humanistisch gebildeten Gelehrten, wie sie am Hof der Farnese häufig zu finden sind. Es könnten in Frage kommen: Fulvio Orsini, Bibliothekar, Berater und Erzieher Kardinal Odoardos und Autor des Programms für die Camerini des Palazzo Farnese sowie Giovanni Battista Agucchi, ein Diplomat an der Kurie, Kunstmäzen und Förderer der wie er selbst aus Bologna stammenden Carracci-Brüder. Möglicherweise haben sie aber nur eine vermittelnde Position eingenommen, ähnlich der Programmentwicklung für den Palazzo Farnese in Caprarola und dem Künstler und seiner Werkstatt im Rahmen ihres Auftrags freie Hand gelassen. Bis heute ist jedoch kein schriftliches Zeugnis dazu bekannt geworden.
Hingegen die künstlerische Entwicklung der Dekoration, mit den Liebesszenen aus dem Leben der antiken Götter, wie Apollon, Bacchus, Merkur, Ganymed — deren Statuen die Nischen der Galerie schmücken — wie auch die figürlichen Rahmen, die Atlanten und Eroten, lässt sich anhand zahlreicher, erhaltener Disegnos verfolgen.
Von dem Kunsttheoretiker Giovanni Pietro Bellori (1613–1696) stammt eine der ersten bis ins Detail gehende Beschreibung der Fresken. Er versucht den Darstellungen eine moralisierende Deutung zu geben und beschreibt den Kampf zwischen der irdischen und der himmlischen Liebe im Sinne Platons. Dieser Auffassung folgten spätere Interpreten.

## Rezeption in der Kunstgeschichte

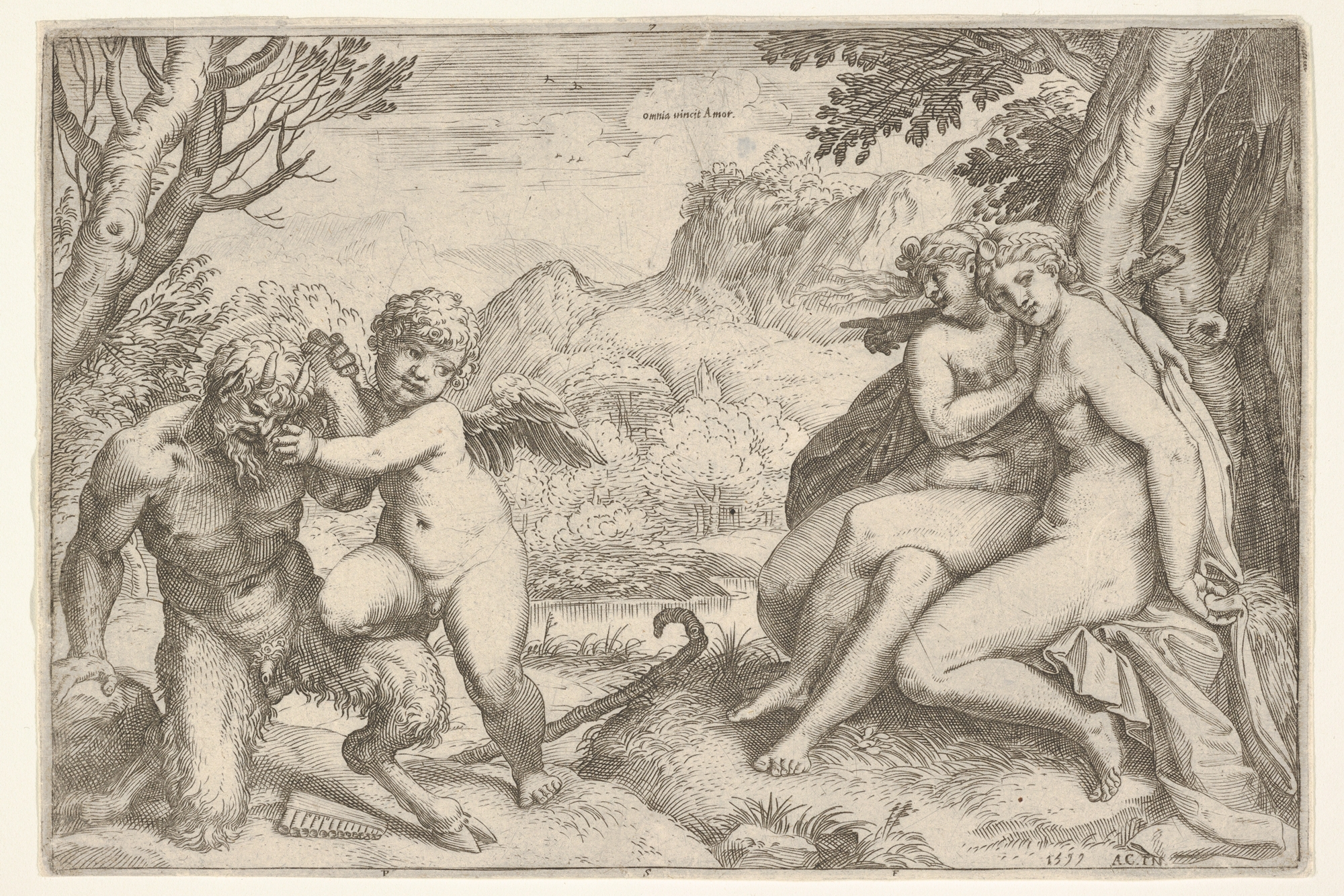
Agostino Caracci - Omnia Vincit Amor

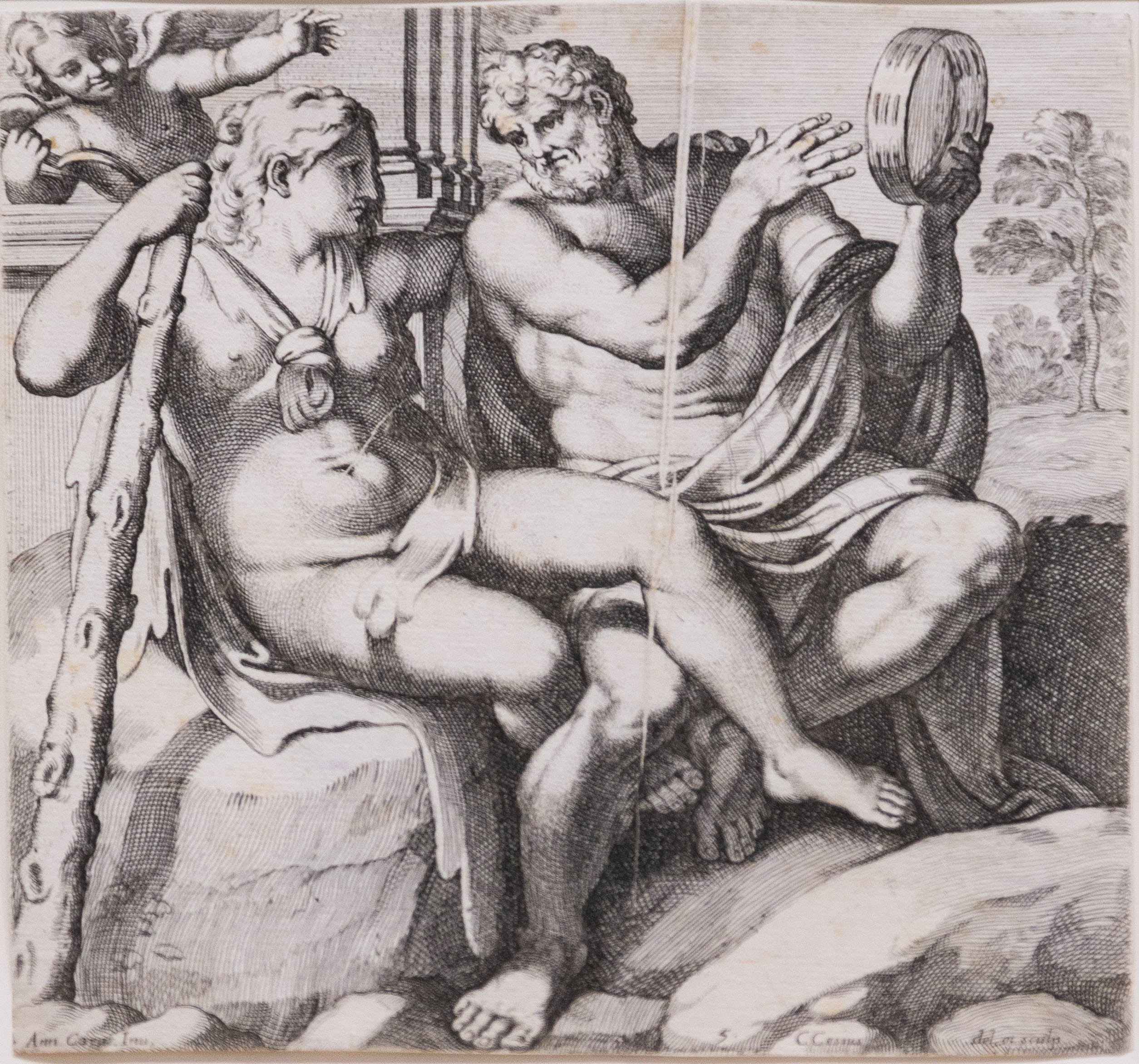
Herakles und Omphale, Stich von Carlo Cesio, nach Annibale Carracci, um 1657, Galleria Farnese, Palazzo Farnese, Rom

Die Fresken der Galerie, die als wegweisender Dekorationszyklus des Seicento gilt, wird zum Maßstab zahlreicher Maler nachfolgender Generationen. In Domenichino und seinen Fresken im Kastell von Bassano Romano (1609) findet sich einer der ersten Nachahmer des neuen lebendigen Stils.
In der Druckgraphik wurde die Galerie wie auch die einzelnen Bilder häufig reproduziert. Die ersten Stiche stammen bereits von Agostino Carracci, die er gleichzeitig mit der Dekoration des Gewölbes zeichnete. Einer seiner berühmtesten Stiche ist Amor besiegt Pan – Omnia vincit Amor. Weitere Zeichnungen stammen von dem Franzosen Nicolas Mignard um das Jahr 1636. Das erste umfängliche Tafelwerk mit 32 Blättern zu den Bildern (quadri riportati) aus der Galleria legt Jaques Belly um 1641 vor und nimmt auch Bezug auf die beiden Künstler Annibale und Agostino Carracci. Allerdings sind die Radierungen seitenverkehrt. 1657 erscheint die Schrift Belloris, die den Titel Argomento della Galeria Farnese trägt, zusammen  mit 44 Radierungen von Carlo Cesio, die das Hauptgewicht der Publikation bilden. In dem großformatigen Tafelwerk sind die Stiche, die neben den Bildern auch die figürlichen Rahmendarstellungen beinhalten, fortlaufend nummeriert und auf 30 Tafeln verteilt. Cesio ist als Maler, Kupferstecher und Radierer in Rom tätig. Die Radierungen nach der Farnese-Galerie sind eines seiner Hauptwerke. Das Kompendium wurde mehrfach aufgelegt, allerdings ohne den Textteil von Bellori. Weitere Stiche, beispielsweise von Louis de Châtillon (1660) und Pietro Aquila, dem aus Sizilien stammenden Maler und Zeichner (1677), folgen. Gegen Ende des 18. Jhd. (1777) erscheinen Stiche von Giovanni Volpato, die nach Zeichnungen von Francesco Panini und Lodovico Tesio angefertigt waren. Anhand dieser Stiche kann die ursprüngliche Beschaffenheit und Aufstellung der Antiken auch heute anschaulich nachvollzogen werden.
Peter Paul Rubens war nicht nur in Rom und im Palazzo Farnese gewesen, er wurde durch seinen Italienaufenthalt von 1600–1608 entscheidend in seinem Stil geprägt. Besonders übte Annibale Carracci großen Einfluss auf ihn aus. Er besaß eine in Umfang und Qualität bedeutende Sammlung an Zeichnungen, die auch die Zeichnung „Strumpf-anziehender Jungen“ des Annibale Carracci enthielt.

## Die Antikensammlung
Die Galerie war in ihrer Konzeption von Anfang an für die Aufnahme der umfangreichen Antikensammlung, für die die Familie Farnese bekannt war, vorgesehen. An den Langwänden finden sich 6 Rundnischen für Büsten und 10 Nischen für Statuen, die Teil der Raumgestaltung und Programmatik sind. Das Inventarverzeichnis des Palazzo Farnese aus dem Jahr 1653 enthält eine Auflistung der Skulpturen, sodass eine gesicherte Zuordnung und Bezeichnung möglich ist. Die Büsten hingegen sind nicht genauer bezeichnet und eine wissenschaftliche Auswertung gestaltet sich bisher schwierig. Unter den Bourbonen Karl III. und seinem Sohn Ferdinand I. werden die Originale von Rom nach Neapel verbracht. Heute befinden sich die Originale im Archäologischen Nationalmuseum in Neapel, die Plastiken wurden durch Gipsabdrücke ersetzt.